# Sana (Alta Garona)
Sana é uma comuna francesa na região administrativa de Occitânia, no departamento de Alta Garona. Estende-se por uma área de 2,74 km². Em 2010 a comuna tinha 259 habitantes (densidade: 94,5 hab./km²).